# ПАП тест
ПАП тестът, известен с по-популярното наименование цитонамазка, е медицинско изследване за ранно откриване и диагностициране на рак на шийката на матката при жените. Тестът е разработен през 1928 г. от американския патолог от гръцки произход Георгиос Папаниколау (Georgios Papanikolaou).
Сравнително проста и безболезнена, тази процедура обикновено се извършва в лекарски кабинет или клиника. С памучни шпатули или малки четчици (четчиците са предпочитани през последните години) се вземат проби от лигавицата на маточната шийка, после биват оцветени и изследвани под микроскоп. Резултатите от така направеното цитологично изследване (цитонамазка, натривка) се класифицират в пет групи по Папаниколау (PAP I-V, т. нар. Мюнхенска номенклатура от 1975 г.) по следния начин:
1. PAP I – няма възпалени или възстановени изменения. 
 Препоръка: Рутинно подлагане на преглед след една година.
2. PAP II – наблюдава се цервицит (възпаление на шийката на матката) и /или метаплазия (доброкачествено преобразуване на клетки). 
 Препоръка: ако измененията са ясно изразени, може да се направи терапия на възпалението или хормонална терапия и обстоен преглед на шийката на матката.
  - Неофициално, но често използвано класифициране: PAP II К[2] или понякога PAP II W[3] – неясен (съмнителен) резултат. Това включва намазки, които не са достатъчно добри, за да се направи еднозначно заключение или намазки с променени клетки, които не могат да се класифицират като атипични, но не са и нормални. 
 Препоръка: необходима е контролна цитонамазка.
3. PAP III (в България понякога се отбелязва като III А) – неясен (съмнителен) резултат. Тежко възпалено или дегенеративно изменение, което не може еднозначно да бъде класифицирано като доброкачествено или злокачествено. Следователно не може със сигурност да се изключи наличието на карцином. 
 Препоръка: необходима е контролна цитонамазка в кратък срок и /или биопсия (вземане на материал за хистологично изследване[4]).
  - PAP III D (в България понякога се отбелязва като III Б) – лека до среднотежка дисплазия (ЦИН I или II). Няма наличие на ракови клетки. Измененията могат да се развият до раков процес Карцинома ин ситу (CIS, Carcinoma in situ). 
 Препоръка: нова цитонамазка и колпоскопия в рамките на три месеца.
4. PAP IV A – тежка дисплазия или Carcinoma in situ (CIS). 
 Препоръка: краткосрочно нова цитонамазка и колпоскопия, както и биопсия.
5. PAP V – съмнения за инвазивен карцином. 
 Препоръка: биопсия за хистологично изследване.

Препоръчва се жените и момичетата, които водят полов живот, веднъж годишно да се подлагат на ПАП тест.
| ПАП тест | Дисплазия                            | ЦИН цервикална интраепителна неоплазия | Бетесда |
| -------- | ------------------------------------ | -------------------------------------- | --- |
| 0        | Незадоволителен резултат             | Незадоволителен резултат               | Незадоволителен резултат |
| I        | Отрицателен резултат, няма дисплазия | Отрицателен резултат                   | В нормални граници (WNL) |
| II       | Отрицателен резултат, няма дисплазия | Отрицателен резултат                   | Начални клетъчни промени, дължащи се на инфекции, атрофии, облъчване или възстановяване (BCC) |
| III      | Неясен резултат                      | Неясен резултат                        | Атипични клетки в покривния епител с неуточнено значние (ASCUS). Голям процент от тези случаи имат по-тежки поражения (LGSIL или HGSIL). Атипични клетки в жлезистия епител с неуточнено значение (AGUS). |
| III      | Лека дисплазия                       | I                                      | Ниска степен на поражение на покривния епител (LGSIL). Клетъчни промени, дължащи се на човешкия папиломен вирус (HPV) обикновено се класифицират най-малко като LGSIL.                                    |
| III D    | Среднотежка дисплазия                | II                                     | Висока степен на поражение на покривния епител (HGSIL). |
| IV A     | Тежка дисплазия                      | III                                    | Висока степен на поражение на покривния епител (HGSIL). |
| IV       | Карцинома ин ситу (CIS)              | III                                    | Висока степен на поражение на покривния епител (HGSIL). |
| V        | Съмнения за инвазивен карцином       | Съмнения за инвазивен карцином         | Съмнения за инвазивен карцином |